# Richard-Wagner-Straße (Weimar)

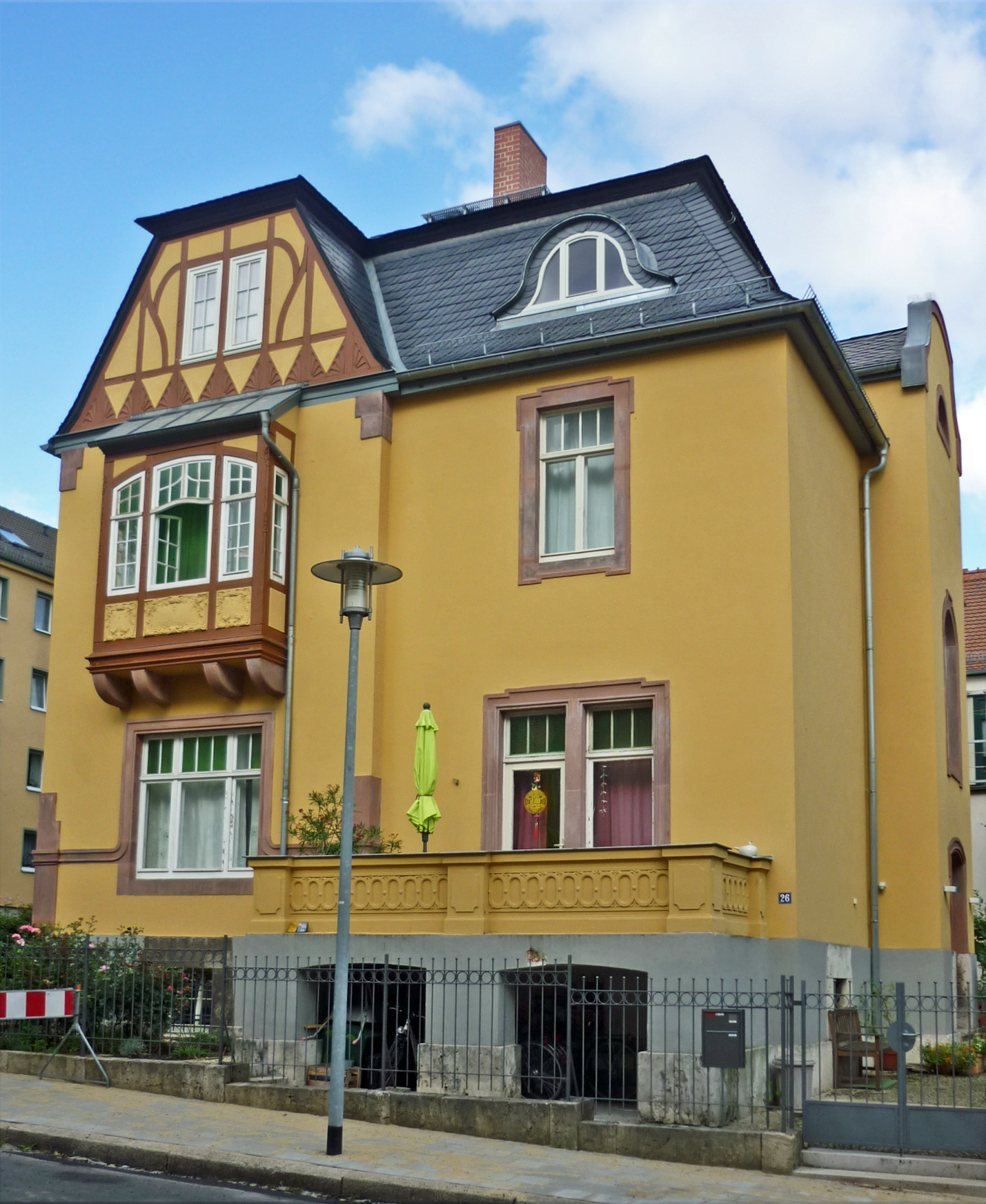
Richard-Wagner-Straße 26

Richard-Wagner-Straße, aufgenommen von Wilhelm Walther

Die von der Steubenstraße beginnende Richard-Wagner-Straße, die einmal Grunstedter Straße hieß,  ist eine Anliegerstraße in der Westvorstadt von Weimar. Sie reicht bis zur Windmühlenstraße, wo sie endet. Benannt wurde sie nach dem Komponisten Richard Wagner.
Die Richard-Wagner-Straße tangiert das Hasenwäldchen. Nach dem Umzug vom Lenbachweg hatte der Gustav-Kiepenheuer-Verlag in der Richard-Wagner-Straße seinen Sitz. Sie wurde zwischen 1932 und 1935 von dem Fotografen Wilhelm Walther aufgenommen.
Die Richard-Wagner-Straße steht auf der Liste der Kulturdenkmale in Weimar (Sachgesamtheiten und Ensembles). Einige Wohnhäuser stehen zudem auf der Liste der Kulturdenkmale in Weimar (Einzeldenkmale) wie die Nummern 16, 18, 24 und 26.